# فرقة المظليين الأولى
فرقة المظلات الأولى ( (بالألمانية: 1. Fallschirm-Jäger-Division)‏ كان نخبة ألمانية من فرق الإنزال المظلي العسكرية التي قاتلت خلال الحرب العالمية الثانية. أطلق على كتيبة المظليين اسم كتيبة فولشيرجيرغر. لأسباب تتعلق بالسرية، تم رفعها في الأصل إلى قسم الطيران السابع، أو قسم Flieger، قبل إعادة تسميتها وإعادة تنظيمها لتصبح شعبة المظلات الأولى في عام 1943.

## التاريخ التشغيلي
تم تشكيل الفرقة في أكتوبر 1938 تحت قيادة اللواء كورت شتودنت. في بداية الحرب العالمية الثانية، احتوت الفرقة على فوجين مظليين؛ تم رفعها إلى كامل قوتها في عام 1941. في أبريل 1940، شاركت في غزو الدنمارك والنرويج خلال عملية فيزروبونغ، وقامت بالاستيلاء بنجاح على العديد من المطارات.
دعت الخطة الألمانية لغزو بلجيكا وهولندا في مايو 1940 إلى استخدام Fliegerdision السابعة للمساعدة في التقدم من خلال الاستيلاء على الجسور الرئيسية وقلعة Eben Emael. شمل غزو هولندا غالبية كتيبة الطيران السابعة بالتعاون مع كتيبة الإنزال الجوي الثاني والعشرون. تم تجميع هذه القوة كجهاز Fliegerkorps السابع، بقيادة كورت شتودنت. كان الهجوم على لاهاي فاشلاً: فقد الكثير من طائرات النقل وكان له أبعاد ضخمة. تم القبض على العديد من المظليين والقوات الجوية، وقتل المئات أو أصيبوا بجروح، وتم نقل أكثر من 1200 سجين من كلتا الفرق إلى إنجلترا. (أدى هجوم روتردام في 14 مايو 1940 إلى استسلام روتردام. ) لقد كان هجوم Eben Emael نجاحًا كاملاً مع كل من الحصن نفسه و1000 + عدو.

## القادة
| تاريخ          | قائد                                      |
| -------------- | ----------------------------------------- |
| 9 سبتمبر 1938  | Generalleutnant كورت شتودنت               |
| 16 مايو 1940   | الجنرال ريتشارد بوتزير                    |
| 1 أكتوبر 1940  | الجنرال فيلهلم سوسمان                     |
| 20 مايو 1941   | الجنرال الرائد الفريد شتورم               |
| 1 أكتوبر 1941  | Generalleutnant إريك بيترسن               |
| 1 أغسطس 1942   | الجنرال دير فولشيرميرتروب ريتشارد هايدريش |
| 4 يناير 1944   | اللواء هانز كورتي                         |
| 21 فبراير 1944 | الجنرال دير فولشيرميرتروب ريتشارد هايدريش |
| 18 نوفمبر 1944 | اللواء كارل لوثر شولز                     |